# Pinkman
Pinkman, född 20 mars 2012 i USA, är en amerikansk varmblodig travhäst. Under sin tävlingskarriär tränades han större delen av Jimmy Takter, därefter Per Engblom. Han kördes oftast av Yannick Gingras. Han är namngiven av Aaron Pauls karaktär i TV-serien Breaking Bad, som heter Jesse Pinkman.

## Karriär
Pinkman tävlade åren 2014–2019, och gjorde totalt 74 starter vilket resulterade i 20 segrar, 17 andraplatser och 9 tredjeplatser. Totalt sprang han in 2,8 miljoner dollar. Pinkman började tävla som tvååring då han gjorde debut på The Red Mile med tränaren Jimmy Takter i sulkyn. I debutloppet slutade han på andra plats. Som tvååring vann han Valley Victory Trot på Woodbine Racetrack, tillsammans med kusken Sylain Filion. Samma år segrade han även i Breeders Crown 2YO Colt & Gelding Trot, då med Yannick Gingras som kusk. Under säsongen startade han 8 gånger och vann 6 lopp. Som tvååring sprang han in nästan 600 000 dollar.
Som treåring var Pinkman nära på att vinna en Triple Crown, då han segrade i både Hambletonian Stakes och Kentucky Futurity. I det tredje loppet Yonkers Trot kom han på femteplats. Under säsongen startade han 17 gånger och vann 11 lopp. Som treåring sprang han in nästan 1,9 miljoner dollar.
Under 2016 blev Pinkman inbjuden till Elitloppet, men tränare Jimmy Takter tackade nej. Ekipaget åkte dock till Solvalla ändå, där de startade i Fyraåringseliten, som de vann. Även 2017 blev Pinkman inbjuden till Elitloppet, men tackade även nej den gången.
Då tränare Jimmy Takter valde att avsluta sin tränarverksamhet i slutet av 2018, flyttades Pinkman till Per Engbloms träning. Under 2019 gjorde han 19 starter i Engbloms regi, innan det i oktober 2019 meddelades att Pinkmans tävlingskarriär avslutas.